# Ninón de Brouwer Lapeiretta
Ninón de Brouwer Lapeiretta (Ninon Lapeiretta Pichardo de Brouwer, * 4. Januar 1907 in Santo Domingo; † 1989 ebenda) war eine dominikanische Komponistin und Pianistin.
Lapeiretta besuchte das von José de Jesús Ravelo geleitete Liceo Musical und besuchte die Klavierklassen von Graciela Abréu, Dolores Alardo und Blanca Mieses. In den 1940er Jahren war sie Kompositionsschülerin von Enrique Casal Chapí.
1941 gründete sie den Circulo de Bellas artes, als dessen Präsidentin sie fungierte, 1945 die Sociedad Dominicana de Conciertos INTARIN. Seit 1953 leitete sie die von ebenfalls ihr gegründete Dominikanische Konzertgesellschaft Sociedad pro Arte.
Ihre Suite arcaica für Streichquartett wurde 1944 bei der BBC London aufgeführt und auf Platte aufgenommen. Mit der Suite de danzas gewann sie 1963 den Concurso Nacional de Música.

## Werke
- Suite arcaica für Streichquartett, 1941
- Caprichos für Blasinstrumente
- Abominación de la espera für Stimme und Orchester
- El Nacimiento de Venus, Ballett
- Obertura jocosa für Orchester
- Preludio pastoral für Orchester
- Suite de danzas

| Personendaten    | Personendaten                         |
| ---------------- | ------------------------------------- |
| NAME             | Brouwer Lapeiretta, Ninón de          |
| ALTERNATIVNAMEN  | Pichardo de Brouwer, Ninon Lapeiretta |
| KURZBESCHREIBUNG | dominikanische Komponistin            |
| GEBURTSDATUM     | 4. Januar 1907                        |
| GEBURTSORT       | Santo Domingo                         |
| STERBEDATUM      | 1989                                  |
| STERBEORT        | Santo Domingo                         |